# Serializace
Serializace je obecně takový proces, který převádí nějaký (libovolně složitý) objekt do jeho sériové (řadové, sekvenční, jednorozměrné) podoby.

## V průmyslu
V průmyslu se používá pojem serializace výroby – coby proces, který výrobu i velmi komplexních výrobků s mnoha částmi, různými požadavky na kvalitu a technologii výroby ve výsledku rozbije na ve svém smyslu jednorozměrný výrobní proces, skládající se z konečného počtu úkonů, které je potřeba pro výrobu konečného produktu vykonat. Je-li tato serializace navíc synchronizována s plánováním, přináší ve výsledku značné výhody, jmenovitě v podobě minimalizace variabilních nákladů a možnosti snížení výrobní ceny jednoho výrobku.

## V IT
V oblasti informačních technologií serializace znamená převedení datové struktury nebo instance objektu uložené ve vnitřní paměti počítače na posloupnost bitů, kterou lze uložit na nějaké úložiště, případně přenést po síti. Kromě převodu kódování a formátů je nutné vyřešit i přenos referencí, které jsou u dat uložených v paměti obvykle realizovány pomocí adres – ukazatelů. Při návrhu formátu je třeba počítat s tím, že objekt budeme převádět zpět ze serializované do původní podoby pomocí tzv. deserializace.
- v objektovém programování se často používá rozhraní, které tuto funkci podporuje
- u skriptovacích jazyků lze kromě objektů serializovat i běžné proměnné nebo z nich sestavená pole
- Abstract Syntax Notation One (ASN.1) používaný v telekomunikacích a počítačových sítích pro popis syntaxe datových struktur definuje několik kódování (např. Basic Encoding Rules), která realizují serializaci dat popsaných pomocí ASN.1
- hojně využívaným příkladem serializace v prostředí internetu je ukládání cookies, které je dáno jednou z norem RFC
- serializace může být i řešení pro ukládání složitě strukturovaných dat do databáze – k tomuto způsobu se (z ukládání dat v relační databázi) uchýlily největší internetové projekty s velkou úrovní složitosti, řádově statisíci a více záznamy a obrovským objemem přenášených dat (např. YouTube, Facebook a další)
- existují i knihovny třetích stran, které serializaci nabízejí; pravděpodobně nejpoužívanější z nich je JSON
- při velkém zobecnění (a abstrakci) by se za serializaci dalo považovat například i uložení elektronické podoby složitějšího obsahu (například vektorová grafika, organizační diagram… zkrátka libovolný zdrojový kód) do souboru daného formátu nebo způsob, kterým CPU počítače zpracuje spuštěný program (je-li omezen na vykonání jedné instrukce v jeden okamžik). Každý soubor je něco serializovaného, protože je to posloupnost bitů.